# Lifeless Planet
Lifeless Planet (с англ. — «Безжизненная планета») — головоломка-платформер, разработанная независимой компанией Stage 2 Studios. Игра создавалась с 2011 года под руководством Дэвида Борда (англ. David Board). Её выход состоялся 6 июня 2014 года.

## Игровой процесс
В игре содержатся элементы платформера и довольно простые задачи-головоломки, которые нужно решить. Уровни игры — линейные, но изредка могут поставить в тупик в запутанных локациях. К тому же, при загрузке игры камера может быть повернута и игрок может пойти в обратную сторону. Уровень сложности игры возрастает по мере освоения игроком новых приемов — многократный набор высоты, использование гейзеров и пр.

## Сюжет
Три астронавта отправляются к планете, которая по всем данным должна быть обитаемой, но экипаж терпит крушение и главный герой отправляется на поиски своих напарников. Планета, которую они искали, оказалась безжизненной и пустынной, но среди этой пустоши находится советское поселение. По ходу игры главный герой исследует планету и причины вымирания жизни на ней, а также узнаёт способ, с помощью которого русские высадились на этой планете.

## Разработка
Вначале Lifeless Planet планировалась как экшн-платформер, но по мере разработки Дэвид Борд решил сосредоточиться на сюжете. На игру повлияли классическая приключенческая игра «The Dig» компании LucasArts и платформер «Another World», а также научно-фантастические фильмы категории B периода Холодной войны. Помимо этого, одним из ключевых источников вдохновения является повесть Алексея Николаевича Толстого «Аэлита». Борд рассказал, что хотел добиться от игры «смешанных ощущений оптимизма и ужаса, который может вселить наука в руках человечества».
Часть средств на разработку игры была собрана посредством краудфандинга через сайт Kickstarter в сентябре 2011 года. Первоначально заявленная сумма в 8 500 долларов была достигнута уже в течение суток после запуска кампании; всего разработчиком было собрано 17 000 долларов. Благодаря значительному интересу к проекту, вызванному удачным сбором средств, разработчику удалось найти для игры издателя. Первоначально Lifeless Planet должна была выйти в июле 2012 года, однако впоследствии её релиз был перенесён.
Незавершенная версия из первых шести глав игры была выпущена 6 марта 2014 года в рамках программы раннего доступа Steam, что составляет примерно треть полной версии или 2 часа игрового времени. PC Gamer обозначил игровой процесс этой версии как «небрежный», с очевидными решениями встречающихся головоломок, большую часть времени которого игрок «просто ходит», а некоторые элементы игры — как «неестественные». Финальная версия игры вышла 6 июня 2014 года и насчитывает 20 глав; в неё также включены недоступные для версии раннего доступа поддержка Mac OS X, субтитры и выбор русского и немецкого языков.

## Отзывы
| Сводный рейтинг | Сводный рейтинг | Сводный рейтинг | Сводный рейтинг |
| Издание         | Оценка          | Оценка          | Оценка          |
| Издание         | PC              | PS4             | Xbox One        |
| --------------- | --------------- | --------------- | --------------- |
| GameRankings    | 65,86 %         | 60,00 %         | 59,21 %         |

Игра получила смешанные отзывы критиков. На агрегаторе Metacritic рейтинг составил 59 баллов из 100 на основе 22 обзоров.
Летом 2018 года, благодаря уязвимости в защите Steam Web API, стало известно, что точное количество пользователей сервиса Steam, которые играли в Lifeless Planet Premier Edition хотя бы один раз, составляет 90 290 человек.

## Продолжение
В сентябре 2017 года Дэвид Борд начал сбор средств на продолжение серии игр "lifeless" на портале Kickstater под названием Lifeless Moon.